# Волтем (Вермонт)
Волтем (англ. Waltham) — місто (англ. town) в США, в окрузі Еддісон штату Вермонт. Населення — 446 осіб (2020).

## Демографія
Згідно з переписом 2010 року, у місті мешкало 486 осіб у 204 домогосподарствах у складі 142 родин. Було 224 помешкання
Расовий склад населення:
| - 97,9 % — білих - 1,2 % — корінних американців - 0,4 % — чорних або афроамериканців - 0,4 % — азіатів |

До двох чи більше рас належало 0,0 %. Частка іспаномовних становила 1,0 % від усіх жителів.
За віковим діапазоном населення розподілялося таким чином: 19,5 % — особи молодші 18 років, 62,0 % — особи у віці 18—64 років, 18,5 % — особи у віці 65 років та старші. Медіана віку мешканця становила 48,6 року. На 100 осіб жіночої статі у місті припадало 97,6 чоловіків;  на 100 жінок у віці від 18 років та старших — 97,5 чоловіків також старших 18 років.
Середній дохід на одне домашнє господарство  становив 85 073 долари США (медіана — 71 250), а середній дохід на одну сім'ю — 99 111 долар (медіана — 77 159). Медіана доходів становила 47 000 доларів для чоловіків та 48 750 доларів для жінок. За межею бідності перебувало 3,1 % осіб, у тому числі 0,0 % дітей у віці до 18 років та 3,4 % осіб у віці 65 років та старших.
Цивільне працевлаштоване населення становило 243 особи. Основні галузі зайнятості: освіта, охорона здоров'я та соціальна допомога — 28,4 %, роздрібна торгівля — 17,3 %, виробництво — 14,8 %.